# غافين بيكوك
غافين بيكوك (بالإنجليزية: Gavin Peacock)‏ (18 نوفمبر 1967 في المملكة المتحدة - ) هو معلق رياضي ولاعب كرة قدم بريطاني في مركز الوسط. لعب مع تشارلتون أثلتيك وتشيلسي وكوينز بارك رينجرز ونادي بورنموث ونادي غيلينغهام ونيوكاسل يونايتد.

## وصلات خارجية
- غافين بيكوك على موقع قاعدة بيانات كرة القدم.إي يو (الإنجليزية)
- غافين بيكوك على موقع Soccerbase.com (لاعب) (الإنجليزية)
- غافين بيكوك على موقع عالم كرة القدم.نت (الإنجليزية)